# Arquidiócesis de Popayán
La arquidiócesis de Popayán (en latín: Archidioecesis Popayanensis) es una circunscripción eclesiástica de la Iglesia católica en Colombia. Se trata de una arquidiócesis latina, sede metropolitana de la provincia eclesiástica de Popayán. Desde el 12 de octubre de 2020 su arzobispo es Omar Alberto Sánchez Cubillos, de la Orden de Predicadores.

## Territorio y organización
La arquidiócesis tiene 17 308 km² y extiende su jurisdicción sobre los fieles católicos de rito latino residentes en 36 municipios del departamento del Cauca: Almaguer, Argelia, Balboa, Bolívar, Buenos Aires, Cajibío, Caldono, Caloto, Corinto, El Tambo, Florencia, Jambaló, La Sierra, La Vega, Morales, Miranda, Padilla, Patía, Piamonte, Piendamó, Popayán, Puracé, Puerto Tejada, Rosas, San Sebastián, Santander de Quilichao, Santa Rosa (excepto el corregimiento de San Juan de Villalobos que pertenece a la diócesis de Mocoa-Sibundoy), Silvia, Sotará, Sucre, Timbío, Toribío, Totoró y Villa Rica;
Limita con la arquidiócesis de Cali y la diócesis de Palmira por el norte, la diócesis de El Espinal por el noreste, el vicariato apostólico de Tierradentro y la diócesis de Garzón por el este, las diócesis de Mocoa-Sibundoy y Pasto por el sur, y la diócesis de Tumaco y el vicariato apostólico de Guapí por el oeste.
La sede de la arquidiócesis se encuentra en la ciudad de Popayán, en donde se halla la Catedral basílica de Nuestra Señora de la Asunción.
La arquidiócesis tiene como sufragáneas a las diócesis de Ipiales, Pasto y Tumaco. La provincia eclesiástica tiene agregados a los vicariatos apostólicos de Guapi y Tierradentro, inmediatamente sujetos a la Santa Sede.
En 2021 en la arquidiócesis existían 92 parroquias agrupadas en 8 vicarías.

### Escudo de la arquidiócesis
Corresponde a un escudo partido y medio cortado con tres cuarteles que a su vez va asentado sobre una cruz arzobispal, de oro. La cruz arzobispal tiene dos travesaños con terminaciones treboladas que representan la Trinidad.
En el primer cuartel, en campo de oro se encuentra la torre del reloj en color natural, por ser ésta la más tradicional de las construcciones de la ciudad de Popayán, además de ser el campanil que quedara de la que fue la segunda catedral.
En el segundo cuartel en campo de azur se halla un sol de oro, figurado de 16 rayos alternados así: ocho rectos y ocho en llamas. El sol en la heráldica significa unidad, verdad, claridad, gracia, majestad, abundancia y riqueza, y es el símbolo de la libertad y benevolencia. Por ser principio de la vida se ha colocado en este escudo de la arquidiócesis de Popayán, que es la madre de todas las sedes episcopales del Occidente colombiano y que hicieron parte de la antigua gobernación de Popayán.
En el tercer cuartel, en campo de plata, una azucena de color natural, es decir blanca, que es alusiva a Nuestra Señora de la Asunción, patrona de la ciudad de Popayán y titular de la catedral y de la misma arquidiócesis.

## Historia
Popayán fue fundada como ciudad de españoles el 13 de enero de 1537 e inmediatamente en lo eclesiástico quedó adscrita a la diócesis del Cuzco (erigida en 1536) dependiente de la arquidiócesis de Sevilla (España), debido a que la conquista de este territorio llegó por campañas provenientes del sur. Cuando se creó la diócesis de Lima en 1541 pasó a ser parte de ese territorio eclesiástico.
Debido a la expansión de los territorios conquistados y el crecimiento poblacional el rey Carlos I de España, con el beneplácito del papa Paulo III, dispuso que las diócesis americanas no dependieran más de la archidiócesis de Sevilla (España) y por ello elevaron a la Iglesia de Lima a la categoría de arquidiócesis el 12 de febrero de 1546. Como una arquidiócesis debe tener Iglesias diocesanas sufragáneas, entonces decidieron erigir algunos obispados que, junto a la diócesis de Cuzco, harían parte de la jurisdicción de Lima. Ellas fueron: las diócesis de Panamá (erigida en 1513), León (erigida en 1531), Quito (erigida en 1545), Popayán (erigida el 1 de septiembre de 1546), Asunción de Paraguay (erigida en 1547), Chacras o La Plata (erigida en 1552), Santiago de Chile (erigida en 1561), La imperial (erigida en 1564) y Tucumán (erigida en 1570). Territorio eclesiástico que en su momento llegó a ser el más grande del mundo.
La diócesis de Popayán fue erigida el 22 de agosto de 1546 mediante la bula Super specula militantis Ecclesiae del papa Paulo III, derivando el territorio de la diócesis de Panamá (hoy arquidiócesis de Panamá). Fue la tercera diócesis erigida en suelo colombiano, después de las de Santa Marta y Cartagena de Indias. El territorio de la diócesis de Popayán correspondió inicialmente al mismo territorio de la gobernación civil (creada en 1540). Sin embargo, desde muy temprano, las provincias de Pasto y Ágreda (Mocoa) fueron administradas por la diócesis de Quito hasta que en 1777 fueron restituidas. Por el norte, la misión se desarrolló por la margen izquierda del río Cauca hasta Santa Fe de Antioquia, con el límite natural del nudo de Paramillo, y en el siglo XVII se extendió a la provincia de Entre Ríos; por el sur el límite natural fue el valle del río Patía. Por el occidente fue evangelizado todo el litoral del Pacífico mientras por el oriente la diócesis llegó hasta la provincia de Timaná (sur del Huila).
Con respecto a su primer obispo fue designado el sacerdote Juan del Valle, oriundo de Segovia (España), profesor de artes liberales y de teología en la Universidad de Salamanca, quien recibió la ordenación episcopal en España y ejecutó la bula de erección de la diócesis el 8 de septiembre de 1547 en Aranda de Duero (España). Hizo su ingreso a la diócesis en noviembre de 1548 y se destacó por incentivar la defensa de la población indígena pues fue cercano a las ideas de fray Bartolomé de las Casas.
Originalmente sufragánea de la arquidiócesis de Lima, el 22 de marzo de 1564 pasó a formar parte de la provincia eclesiástica de la arquidiócesis de Bogotá.
El 28 de mayo de 1803 cedió una porción de su territorio para la erección de la diócesis de Maynas (hoy diócesis de Chachapoyas).
El 31 de agosto de 1804 cedió una porción de su territorio para la erección de la diócesis de Antioquia (hoy arquidiócesis de Santa Fe de Antioquia).
El 22 de septiembre de 1835, a raíz de la bula Sollicitudo omnium ecclesiarum del papa Gregorio XVI, incorporó algunas parroquias que pertenecían a la diócesis de Quito (hoy arquidiócesis).
El 10 de abril de 1859 cedió una porción de su territorio para la erección de la diócesis de Pasto mediante la bula In excelsa del papa Pío IX.
El 30 de agosto de 1894 cedió una porción de su territorio para la erección de la diócesis de Tolima mediante el breve Illud semper del papa León XIII.
El 11 de abril de 1900 cedió una porción de su territorio para la erección de la diócesis de Manizales (hoy arquidiócesis de Manizales) mediante el decreto Apostolicae Sedi de la Congregación Consistorial.
El 20 de mayo de 1900 la diócesis se amplió, incorporando parte del territorio de la suprimida diócesis del Tolima mediante el decreto Quum legitimae de la Congregación Consistorial.
El 20 de junio de 1900 la diócesis fue elevada al rango de arquidiócesis metropolitana mediante el decreto In Votis de la Congregación Consistorial.  Su primer arzobispo metropolitano fue Manuel José Caicedo.
El 7 de julio de 1910 cedió una porción de su territorio para la erección de la diócesis de Cali (hoy arquidiócesis de Cali).
El 13 de mayo de 1921 cedió una porción de su territorio para la erección de la prefectura apostólica de Tierradentro (hoy vicariato apostólico de Tierradentro) mediante el breve Cum in archidioecesi del papa Benedicto XV.
El 17 de diciembre de 1952 cedió una porción de su territorio para la erección de diócesis de Palmira mediante la bula Romanorum partes del papa Pío XII.
El 23 de septiembre de 1964 cedió nuevas porciones de su territorio a la diócesis de Pasto.
El museo arzobispal de arte religioso fue inaugurado el 21 de septiembre de 1979, con el objetivo no sólo de mostrar al público, sino también de proteger, conservar, catalogar y restaurar el patrimonio artístico propiedad de la arquidiócesis, sus parroquias, iglesias y conventos.

## Estadísticas
Según el Anuario Pontificio 2022 la arquidiócesis tenía a fines de 2021 un total de 1 015 580 fieles bautizados.
| Año                                                                             | Población | Población | Población      | Sacerdotes | Sacerdotes | Sacerdotes | Católicos por sacerdote | Diáconos permanentes | Religiosos | Religiosos | Parroquias y cuasiparroquias |
| Año                                                                             | Católicos | Total     | % de católicos | Total      | Diocesanos | Regulares  | Católicos por sacerdote | Diáconos permanentes | Masculinos | Femeninos  | Parroquias y cuasiparroquias |
| ------------------------------------------------------------------------------- | --------- | --------- | -------------- | ---------- | ---------- | ---------- | ----------------------- | -------------------- | ---------- | ---------- | ---------------------------- |
| 1950                                                                            | 650 000   | 650 500   | 99.9           | 124        | 95         | 29         | 5241                    |                      | 94         | 399        | 54                           |
| 1966                                                                            | 450 000   | 500 000   | 90.0           | 90         | 82         | 8          | 5000                    |                      | 26         | 258        | 49                           |
| 1970                                                                            | 620 800   | 629 000   | 98.7           | 89         | 68         | 21         | 6975                    |                      | 46         | 225        | 50                           |
| 1976                                                                            | 555 000   | 620 000   | 89.5           | 89         | 65         | 24         | 6235                    |                      | 53         | 465        | 56                           |
| 1980                                                                            | 740 452   | 797 151   | 92.9           | 79         | 57         | 22         | 9372                    |                      | 47         | 417        | 58                           |
| 1990                                                                            | 735 000   | 749 000   | 98.1           | 97         | 57         | 40         | 7577                    | 3                    | 70         | 346        | 59                           |
| 1999                                                                            | 1 044 927 | 1 080 567 | 96.7           | 124        | 84         | 40         | 8426                    | 5                    | 69         | 320        | 68                           |
| 2000                                                                            | 1 015 742 | 1 098 099 | 92.5           | 123        | 88         | 35         | 8258                    | 4                    | 63         | 320        | 70                           |
| 2001                                                                            | 1 082 957 | 1 128 080 | 96.0           | 120        | 88         | 32         | 9024                    | 4                    | 62         | 388        | 70                           |
| 2002                                                                            | 1 097 608 | 1 143 500 | 96.0           | 148        | 116        | 32         | 7416                    | 4                    | 55         | 388        | 74                           |
| 2003                                                                            | 1 112 259 | 1 165 500 | 95.4           | 140        | 104        | 36         | 7944                    | 4                    | 63         | 400        | 75                           |
| 2004                                                                            | 1 100 000 | 1 160 071 | 94.8           | 149        | 102        | 47         | 7382                    | 4                    | 70         | 331        | 76                           |
| 2013                                                                            | 1 288 000 | 1 312 000 | 98.2           | 141        | 104        | 37         | 9134                    | 15                   | 52         | 281        | 85                           |
| 2016                                                                            | 1 169 000 | 1 295 000 | 90.3           | 144        | 114        | 30         | 8118                    | 22                   | 40         | 295        | 90                           |
| 2019                                                                            | 979 450   | 1 114 300 | 87.9           | 144        | 119        | 25         | 6801                    | 22                   | 35         | 244        | 92                           |
| 2021                                                                            | 1 015 580 | 1 155 900 | 87.9           | 142        | 117        | 25         | 7151                    | 27                   | 35         | 244        | 92                           |
| Fuente: Catholic-Hierarchy, que a su vez toma los datos del Anuario Pontificio. |           |           |                |            |            |            |                         |                      |            |            |                              |

## Episcopologio
Últimos cinco arzobispos:
| Foto | Escudo | Nombre del titular                        | Periodo                                       | Fin del cargo (razón)          |
| ---- | ------ | ----------------------------------------- | --------------------------------------------- | ------------------------------ |
|      |        | Samuel Silverio Buitrago Trujillo, C.M. † | 11 de octubre de 1976-11 de abril de 1990     | Falleció                       |
|      |        | Alberto Giraldo Jaramillo, P.S.S †        | 18 de diciembre de 1990-13 de febrero de 1997 | Nombrado arzobispo de Medellín |
|      |        | Iván Antonio Marín López                  | 19 de abril de 1997-19 de mayo de 2018        | Retirado                       |
|      |        | Luis José Rueda Aparicio                  | 19 de mayo de 2018-25 de abril de 2020        | Nombrado arzobispo de Bogotá   |
|      |        | Omar Alberto Sánchez Cubillos, O.P.       | Desde el 12 de octubre de 2020                |                                |